# Heilig Hartkerk (Krakau)
De Kerk van het Heilig Hart van Jezus (Pools: Kościół Najświętszego Serca Pana Jezusa) is een rooms-katholiek kerkgebouw van de jezuïeten in Krakau. De monumentale kerk is een centrum van devotie tot het Allerheiligst Hart van Jezus in Polen.

## Geschiedenis

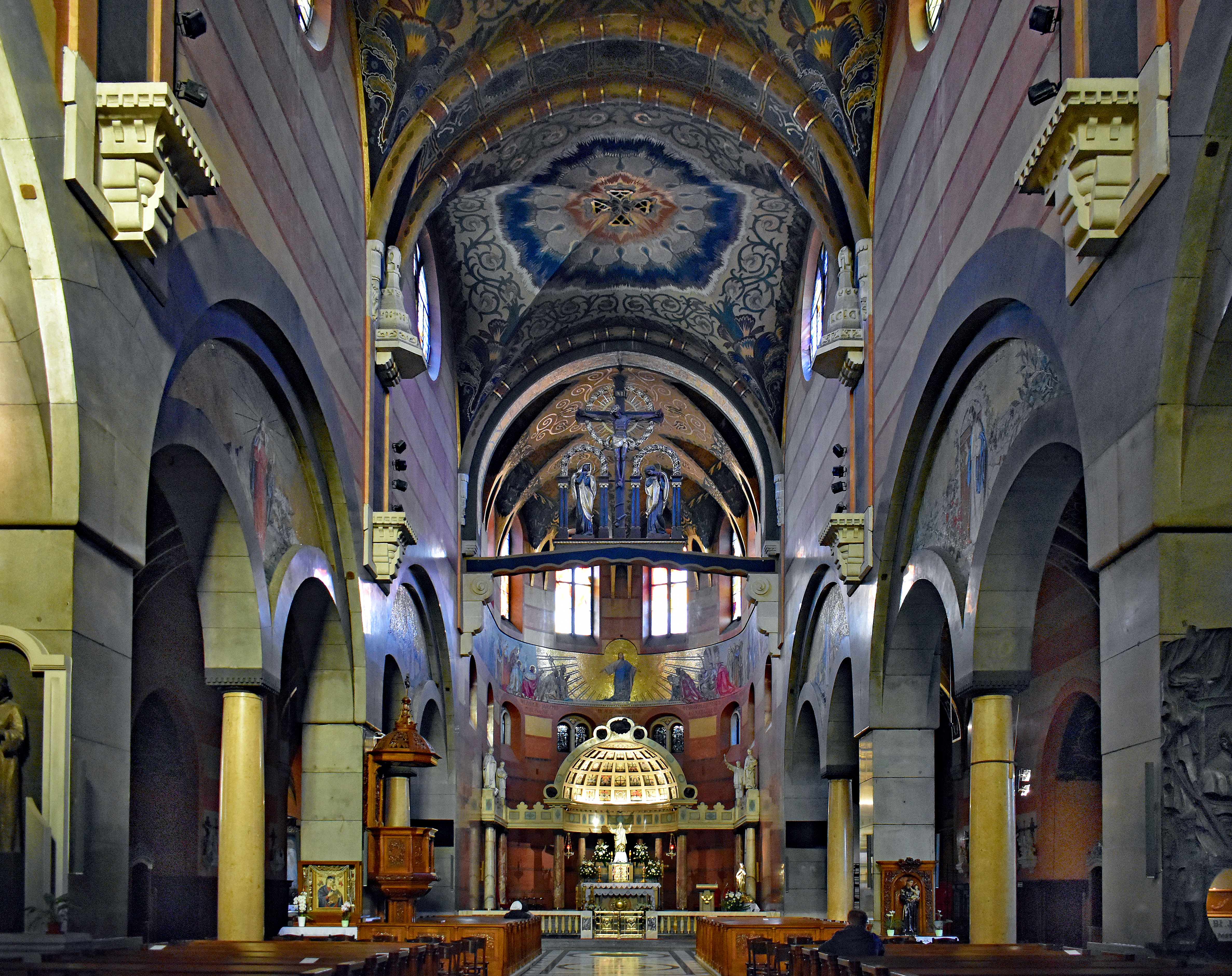
Interieur

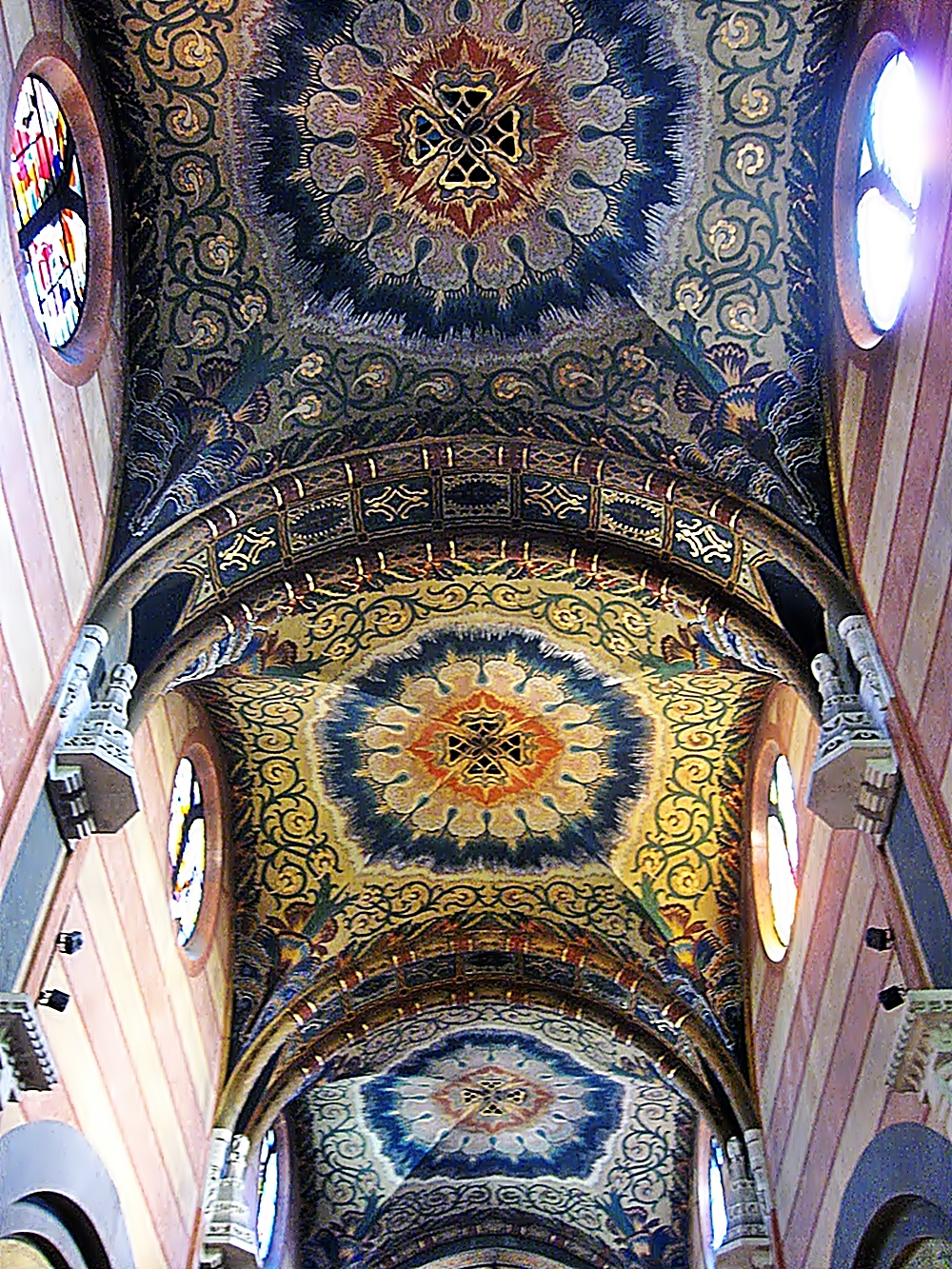
Gewelf

Het kerkgebouw van 52 meter lang en 19 meter breed met een toren van 68 meter hoog werd gebouwd dankzij de inspanningen van de jezuïeten. Het ontwerp in de stijl van het modernisme (met Byzantijnse, romaanse, renaissance en barokke elementen) is afkomstig van de jugendstil-architect Francis Mączyński (1874-1947). Door het uitbreken van de Eerste Wereldoorlog kon de kerk niet eerder dan in 1921 door bisschop Anatol Nowak worden ingewijd.
Paus Johannes XXIII verleende de kerk op 1 juli 1960 de status van basilica minor.

## Interieur
- Het hoogaltaar werd in de jaren 1915-1920 gebouwd door Franciszek Mączyński. Een halve koepel met 44 mozaïeken van symbolen uit het Oude en Nieuwe Testament wordt gedragen door zestien zuilen. Boven in de koepel bevindt zich in een halve cirkel een duif, het symbool van de Heilige Geest. Aan de buitenrand van de koepel bevinden zich bas-reliëfs van het Lam Gods en daaronder de symbolen van de evangelisten. De witte beelden uit 1921-1923 zijn van de Poolse beeldhouwer Karol Hukan.
- Van de zes zijaltaren (1920-1931) van Karol Hukan is het altaar van "Onze-Lieve-Vrouw van de Engelen" het meest opmerkelijke. Maria wordt uitgebeeld als de gekroonde koningin te midden van acht engelen die haar vereren. Volgens kunsthistorici betreft het een van de meest waardevolle Poolse werken van sacrale kunst uit het interbellum.
- De vloer van de kerk is uitgevoerd in patronen van vroegchristelijke kerken.
- Piotr Stachiewicz (1858-1938) maakte de mozaïeken in het koor van de kerk, waaronder het 30 meter lange en twee meter hoge fries boven het hoogaltaar met Christus als stralend middelpunt.
- De mozaïeken in het kerkschip met nieuwtestamentische voorstellingen werden door Leonard Strojnowski gemaakt. Links: de barmhartige Samaritaan (Lucas 10:34), Christus de Goede Herder (Lucas 15:05), de verloren zoon (Lucas 15:20); rechts: Christus met de Samaritaanse vrouw (Johannes 4:10), Christus die klopt aan de deur en Christus en de zondares (Johannes 8:11).
- De beschildering van de gewelven werd in de jaren 1914-1918 door Jan Bukowski uitgevoerd.
- De kruisweg werd in de jaren 1930 door de jezuïeten in Frankrijk aangekocht voor een andere kerk, maar in 1959 in de basiliek geplaatst.
- In het voorportaal van de kerk hangt onder een mozaïek van een Romeins soldaat te paard die de gekruisigde Christus met zijn lans verwondt een plaquette met de namen van 74 jezuïeten die tijdens 1939-1945 in verschillende concentratiekampen zijn omgekomen.